# Années 510
Les années 510 couvrent la période de 510 à 519.

## Événements

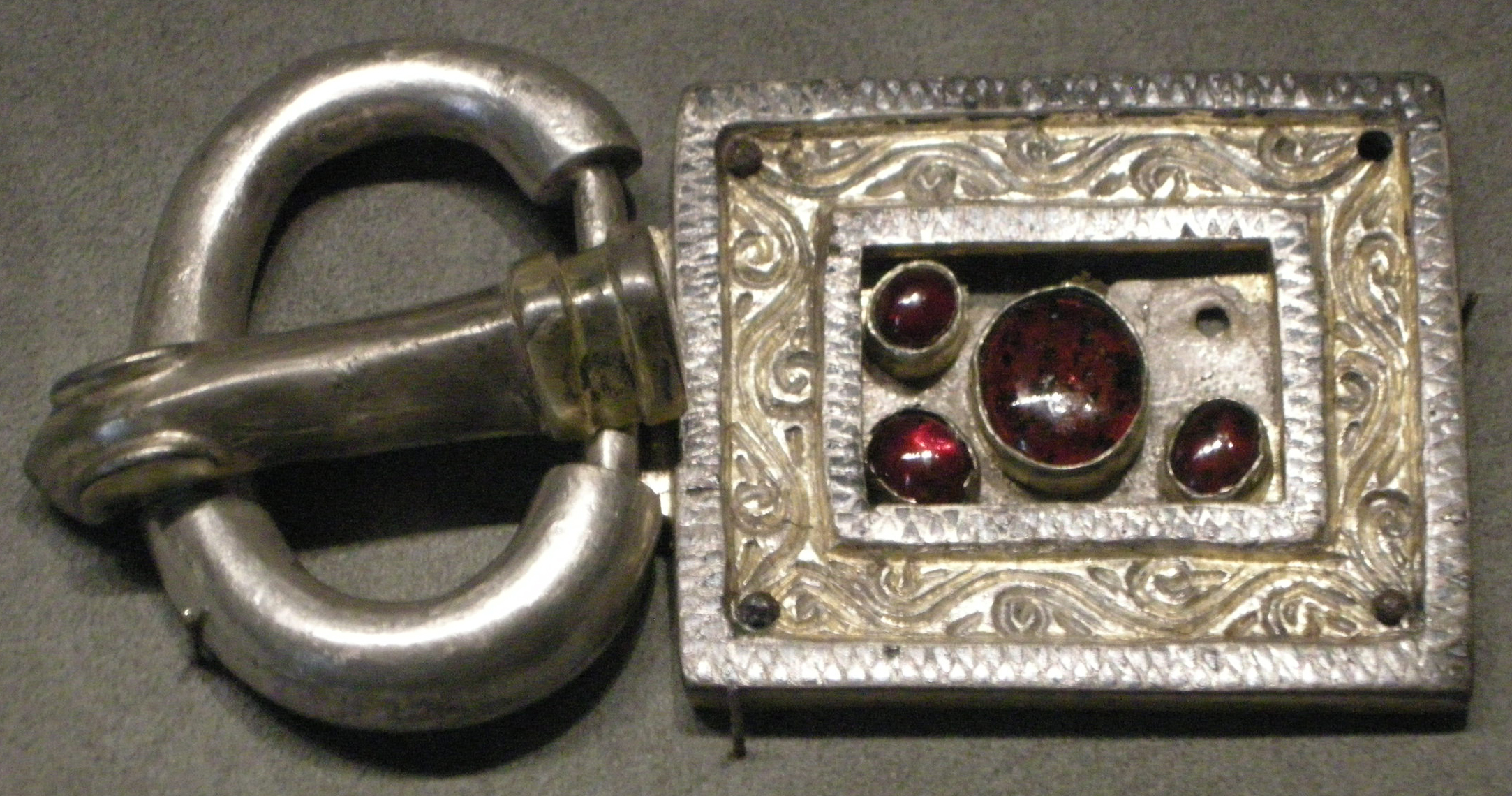
Fibule ostrogothique italienne, vers 500-530.

- 511 : concile d'Orléans. Partition du royaume de Clovis entre ses fils à sa mort[1].
- 512-525 : Mihirakula, fils de Toramâna, chef des Huns Blancs (Hephtalites) envahit l’Inde du Nord, ruine le royaume kusâna de Gandhara et détruit le royaume Gupta[2].
- 513-515 : révolte de Vitalien en Thrace, avec l'appui des orthodoxes chalcédoniens contre Anastase qui soutient les monophysites[3].
- Vers 515 : compilation par des moines du Jura de la règle monastique dite règle orientale au monastère de Lérins[4].
- Entre 515 et 550 : en Inde, le royaume Vakataka du Dekkan est démembré . Son pouvoir prend fin avec l'établissement de la dynastie Chalukya[5].
- 519 : fin du schisme d'Acace entre les Églises d'Orient et d'Occident à l'issue de la crise du monophysisme[6].

## Personnages significatifs
- Amalaric
- Anastase Ier
- Beowulf
- Boèce
- Cassiodore
- Césaire d'Arles
- Childebert Ier
- Clodomir
- Clotaire Ier
- Hormisdas
- Justin Ier
- Sigismond (Saint)
- Thierry Ier